# Овертум, Эндрю
Эндрю Овертум (англ. Andrew Overtoom) — американский аниматор, режиссёр, сценарист и кинематографист. Более известен по работе над мультсериалами «Губка Боб Квадратные Штаны», «Финес и Ферб» и «Кларенс», является режиссёром фильмов «My Life with Morrissey» и «All in the Bunker».

## Биография и карьера
Джон Эндрю Овертум родился 27 мая 1962 года в Нью-Джерси, США. Окончил Ванкуверскую киношколу, а после — Фордемский университет.
После окончания университета Овертум посетил ежегодный анимационный фестиваль Пасадины, где его короткометражный фильм «No Parachute» привлёк внимание продюсера Майка Жирара. Жирар нанял Овертума на работу над мультсериалом «Крутые бобры» от Nickelodeon, где он работал хронометристом. После него Овертум начал работу над мультсериалом «Губка Боб Квадратные Штаны» в качестве хронометриста и анимационного режиссёра. Лора Фраиз из «Variety» похвалила работу Овертума над спецвыпуском 2002 года «Хлопот полные штаны», сказав: «Овертум создал очень стилистичный и яркий анимационный мир, который попахивает ретро-стилизацией». Эндрю проработал в «Губке Бобе» до восьмого сезона, но временно вернулся в двенадцатый сезон.
В августе 2001 года Овертум начал производство своего первого полнометражного фильма «My Life with Morrissey». Премьера фильма состоялась в 2003 году, а сам фильм получил положительные отзывы и выиграл награду «Audience Award». В 2009 году Овертум снял очередной короткометражный анимационный фильм «All in the Bunker».
Овертум также работал над анимацией проектов «Гриффины», «Финес и Ферб», а после ухода с Nickelodeon Animation Studios работал и над мультсериаалами «Кларенс» и «Супер-пуперское подземное лето Билли Дилли».
В 2016 году, Эндрю Овертум вернулся на Nickelodeon Animation Studios, где попутно работал над первыми двумя сезонами мультсериала «Мой шумный дом», а позже в ходе работы над двенадцатым сезоном «Губки Боба» он устроился в качестве анимационного режиссёра в «Paramount Pictures» для работы над фильмом «Губка Боб в бегах», где он внедрил стиль компьютерной анимации, построенный из широко используемых методов рисованной и пластилиновой анимаций, в значительной степени опираясь на свою прошлую работу над «Губкой Бобом» и мультфильм «Уоллес и Громит». Летом 2018 года компанией «Paramount» Овертум был повышен до главы отдела анимации персонажей. В 2019 году он отправился в Монреаль, чтобы продолжить производство фильма.

### Личная жизнь
Эндрю женат на Патрисии Ноубл; в настоящее время проживает в Лос-Анджелесе.

## Фильмография

### Телевидение
| Годы                                | Название                                   | Примечания                                                                         |
| ----------------------------------- | ------------------------------------------ | ---------------------------------------------------------------------------------- |
| 1993                                | Овощные истории                            | Хронометрист                                                                       |
| 1999                                | Ночные кошмарики                           | Хронометрист                                                                       |
| 1999                                | Крутые бобры                               | Хронометрист                                                                       |
| 1999—2012; 2019; 2021 — наст. время | Губка Боб Квадратные Штаны                 | Анимационный режиссёр, аниматор, хронометрист, автор песен                         |
| 2004                                | Дэйв-варвар                                | Хронометрист                                                                       |
| 2005                                | Гриффины                                   | Хронометрист                                                                       |
| 2006—2007                           | Новая школа императора                     | Хронометрист                                                                       |
| 2007                                | Ни Хао, Кай-Лан!                           | Хронометрист                                                                       |
| 2008-2009                           | Могучая Би                                 | Хронометрист                                                                       |
| 2010—2012                           | Финес и Ферб                               | Анимационный режиссёр, аниматор, хронометрист                                      |
| 2014—2014                           | Время приключений                          | Хронометрист                                                                       |
| 2014—2015                           | Кларенс                                    | Анимационный режиссёр, главный художник, аниматор                                  |
| 2017                                | Супер-пуперское подземное лето Билли Дилли | Анимационный режиссёр, главный художник, аниматор, сценарист, художник раскадровки |
| 2017                                | Человек-паук                               | Хронометрист                                                                       |
| 2021 — наст. время                  | Шоу Патрика Стара                          | Анимационный режиссёр, аниматор                                                    |

### Фильмы
| Годы | Название                   | Примечания                              |
| ---- | -------------------------- | --------------------------------------- |
| 2003 | My Life with Morrissey     | Режиссёр, сценарист, продюсер, оператор |
| 2004 | Губка Боб Квадратные Штаны | Хронометрист                            |
| 2009 | All in the Bunker          | Режиссёр, сценарист, продюсер           |
| 2020 | Губка Боб в бегах          | Главный аниматор                        |